# 1583
Évszázadok: 15. század – 16. század – 17. század
Évtizedek: 1530-as évek – 1540-es évek – 1550-es évek – 1560-as évek – 1570-es évek – 1580-as évek – 1590-es évek – 1600-as évek – 1610-es évek – 1620-as évek – 1630-as évek
Évek: 1578 – 1579 – 1580 – 1581 –  1582 – 1583 – 1584 – 1585 – 1586 – 1587 – 1588

## Események
- március 6. – Báthory István hármas tanácsot állít Erdély kormányzására.[1]

## Születések
- április 10. – Hugo Grotius németalföldi államférfi, jogász, a modern nemzetközi jog előfutára († 1645)
- december 25. – Orlando Gibbons angol zeneszerző († 1625)